# 司徒拔道

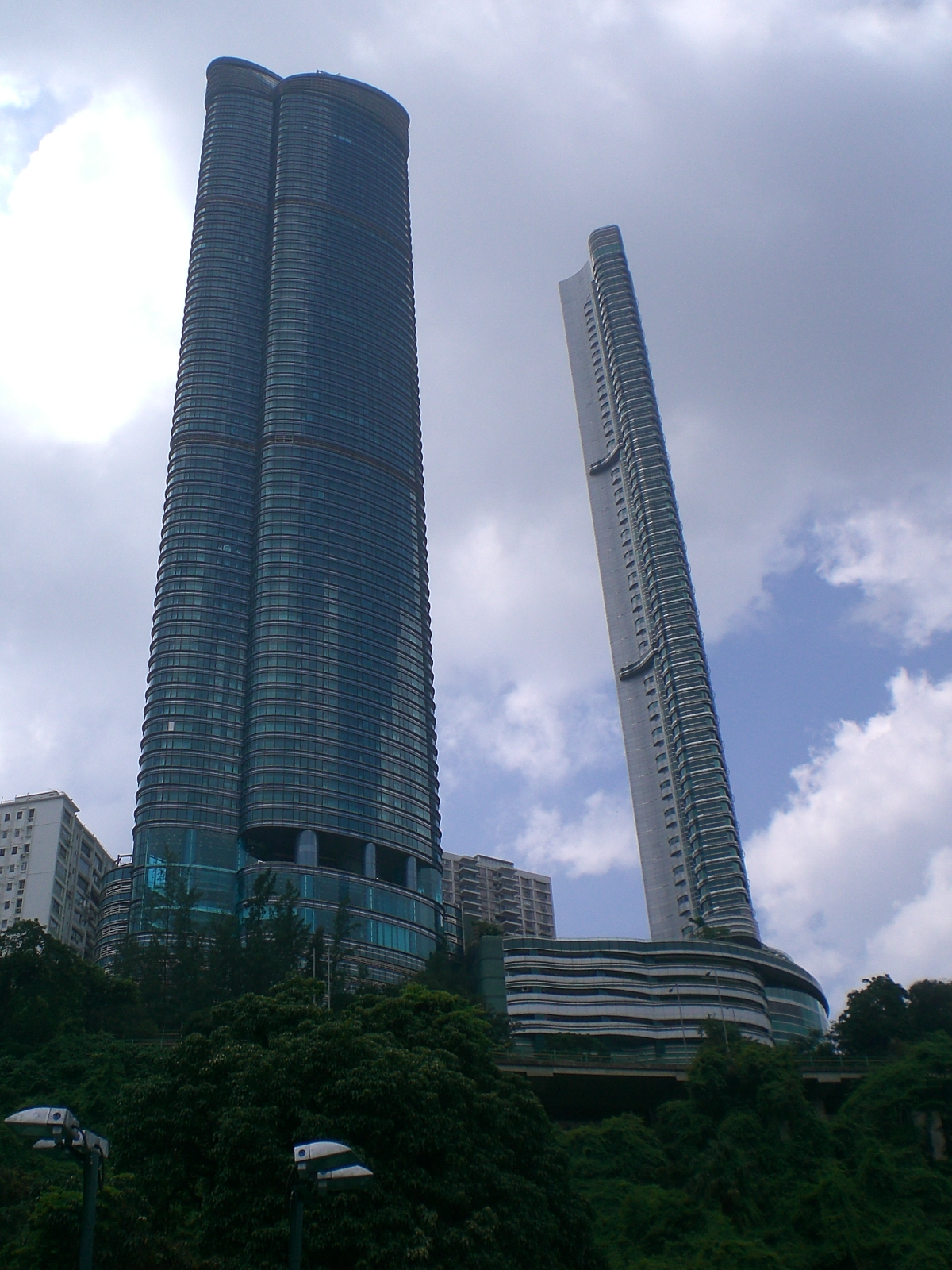
沿途住宅——曉廬（圖左）和御峰（圖右）

司徒拔道，舊稱史塔士道，是香港一條連接香港島跑馬地及灣仔峽的公路，以第16任香港總督司徒拔的名稱命名。
司徒拔道連接皇后大道東，向東南方向經過黃泥涌峽道及大坑道交界處，再轉往西北方向，連接山頂道及灣仔峽道、布力徑、中峽道、金馬麟山道、香港仔水塘道及甘道之交匯處。

## 歷史
司徒拔道於1923年通車，本來是由灣仔直達太平山頂，即現時的山頂道原是司徒拔道的一部份。1960年，原本連接中環及太平山頂的山頂道改名為舊山頂道；連接灣仔峽和太平山頂的一段司徒拔道則改名為山頂道。
在1995年以前，嶺南大學的校園是在港島的司徒拔道，之後遷址到屯門虎地現址。2011年5月12日，嶺南書院地段由新鴻基地產以接近44.9億港元投得，落成日期最遲2018年6月底。

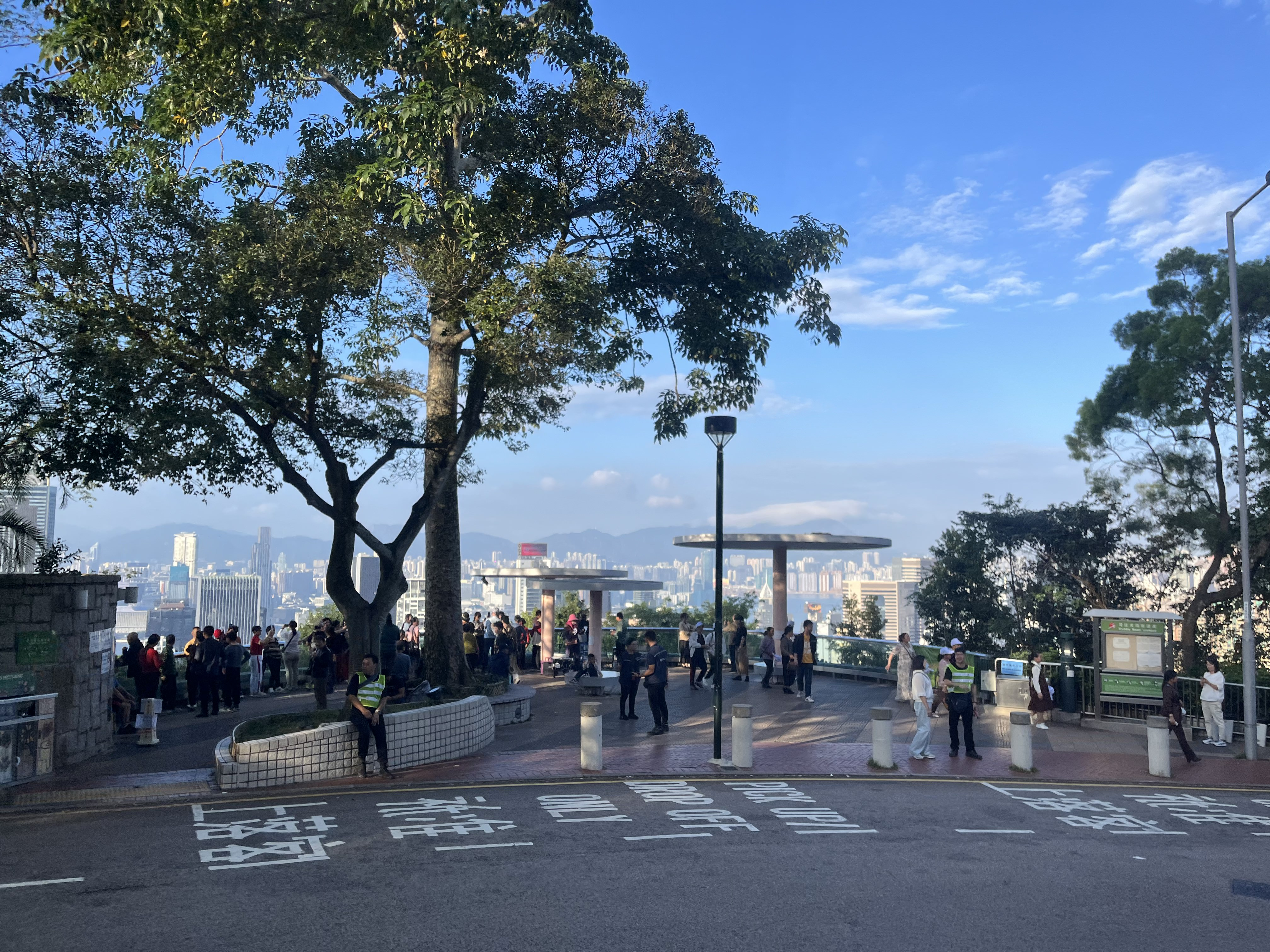
司徒拔道瞭望處

## 鄰近
- 友邦大廈
- 玫瑰崗學校
- 高主教書院小學部
- 曉廬
- 御峰
- 香港港安醫院
- 玫瑰新邨
- 香港墳場
- 跑馬地天主教聖彌額爾墳場
- 回教墳場
- 灣仔錫克教廟
- 弘立書院
- 碧蕙園
- 景賢里
- 肇輝臺
- 東山臺
- 威利閣
- 白壁
- 傲璇
- Central Peak
- 嶺南小學暨幼稚園
- 石牆樹

## 交匯道路
- 甘道
- 金馬麟山道
- 中峽道
- 布力徑
- 山頂道
- 聶歌信山道
- 黃泥涌峽道
- 大坑道
- 東山臺
- 肇輝臺
- 皇后大道東

## 外部連結
- 司徒拔道地圖（页面存档备份，存于）

22°16′06″N 114°10′37″E / 22.2683891°N 114.1770082°E
1. ↑  Hongkong Government Gazette, 1923, no.77，15 Feb., 1923